# Tomicodon myersi
Tomicodon myersi är en fiskart som beskrevs av Briggs, 1955. Tomicodon myersi ingår i släktet Tomicodon och familjen dubbelsugarfiskar. IUCN kategoriserar arten globalt som livskraftig. Inga underarter finns listade i Catalogue of Life.